# Octotemnus michiochujoi
El Octotemnus michiochujoi es una especie de coleóptero de la familia Ciidae.

## Distribución geográfica
Habita en Taiwán.